# Steve Clemente

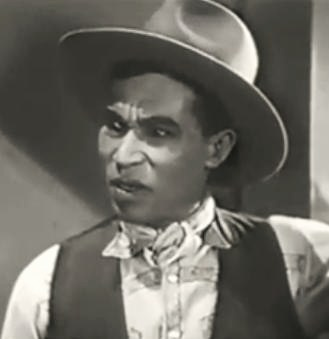
Steve Clemente

Steve Clemente (auch Stebeno Clements oder Steve Clements; * 22. November 1882 als Esteban Clemento Morro; † 7. Mai 1950 in Los Angeles, Kalifornien) war ein mexikanisch-US-amerikanischer Schauspieler.

## Leben
Steve Clemente wurde 1882 geboren. Er begann als Teenager mit der Schauspielerei und unterschrieb 1917 für seinen ersten Film, „The Secret Man“. Seine späteren Rollen waren meist Nebenrollen.
1922 kam er nach Hollywood, um einem ungläubigen Regisseur eine Messervorführung zu geben. Ihm wurde das Messerwerfen in Filmen anvertraut. Er musste nur wenige Zentimeter neben einem Prominenten werfen. Er traf immer genau ins Schwarze und erwarb sich einen guten Ruf als Stuntman. Er war ein bekannter Szenendieb und berühmt für sein bösartiges Knurren. Später trat er in Filmen wie „Das gefährlichste Spiel“ (1932) auf, wo er Tartar, den zweiten Handlanger von Graf Zarrof, spielte, und spielte den Hexendoktor in „King Kong und die weiße Frau“ (1933) und dessen Fortsetzung „King Kongs Sohn“ (1933).
Nach seinem letzten Film, Perils of Nyoka (1942), zog er sich von der Schauspielerei zurück. Am 7. Mai 1950 starb er an einer Hirnblutung.

## Filmografie
- 1917: The Secret Man
- 1917: The Law of Nature
- 1918: The Scarlet Drop
- 1918: Hell Bent
- 1919: Lightning Bryce
- 1919: The Arizona Cat Claw
- 1920: The Girl Who Dared
- 1920: Thunderbolt Jack
- 1921: Cyclone Bliss
- 1921: Outlawed
- 1921: Sure Fire
- 1921: The Double O
- 1922: Two-Fisted Jefferson
- 1923: The Forbidden Trail
- 1924: Crashin’ Through
- 1924: Fast and Fearless
- 1924: Trigger Fingers
- 1925: The Rainbow Trail
- 1925: Riding Romance
- 1926: Wer niemals einen Kuß geküsst (Chip of the Flying U)
- 1926: The Combat
- 1926: Totentanz der Liebe (The Temptress)
- 1926: Davy Crockett at the Fall of the Alamo
- 1926: Dämon Weib (The Temptress)
- 1928: The Sideshow
- 1929: Die Rettung (The Rescue)
- 1930: Wings of Adventure
- 1931: Lariats and Sixshooters
- 1931: The Lightning Warrior
- 1932: Forty-Five Calibre Echo
- 1932: Riders of the Desert
- 1932: Mystery Ranch
- 1932: Gesetz und Ordnung (Law and Order)
- 1932: Guns for Hire
- 1932: Die Maske des Fu-Manchu (The Mask of Fu Mancho)
- 1932: Graf Zaroff – Genie des Bösen (The Most Dangerous Game)
- 1932: The Golden West
- 1932: Tex Takes a Holiday
- 1933: Clancy of the Mounted
- 1933: King Kong und die weiße Frau (King Kong)
- 1933: The Gallant Fool
- 1933: King of the Arena
- 1933: King Kongs Sohn (The Son of Kong)
- 1933: Die 3 Musketiere – Einer für alle-alle für einen (The Three Musketeers)
- 1934: The Fighting Ranger
- 1934: Schrei der Gehetzten (Viva Villa!)
- 1934: The Murder in the Museum
- 1934: Range Riders
- 1934: Fighting Through
- 1934: Kid Millions
- 1935: Five Bad Men
- 1936: Unter zwei Flaggen (Under Two Flags)
- 1936: White Fang
- 1936: Zorro, der blutrote Adler (The Vigilantes Are Coming)
- 1936: The Sunday Round-Up
- 1936: Phantom of Santa Fe
- 1937: Land Beyond the Law
- 1937: Apachen, Bleichgesichter und Banditen (Hills of Old Wyoming)
- 1937: It Happened Out West
- 1938: Hawaiian Buckaroo
- 1938: Mein Mann, der Cowboy (The Cowboy and the Lady)
- 1938: Scotland Yard erlässt Haftbefehl (Arrest Bulldog Drummond)
- 1939: Ringo (Stagecoach)
- 1940: Mad Youth
- 1941: Adventures of Captain Marvel
- 1942: Sing Your Worries Away
- 1942: Nyoka – Herrin der Beduinen (Perils of Nyoka)
- 1943: Auch Henker sterben (Hangmen Also Die!)
- 1943: Murder on the Waterfront

### Zusätzliche Crew (Messerwerfer)
- 1930: Der große Treck (The Big Trail)
- 1936: Unter zwei Flaggen (Under Two Flags)
- 1940: The Gay Caballero
- 1941: Die Marx Brothers im Kaufhaus
- 1942: Tal des Todes (Valley of the Sun)
- 1943: Rookies in Burma
- 1943: Murder on the Waterfront

### Stuntman
- 1930: Der große Treck (The Big Trail)